# Autonomes Recht
Als autonomes Recht werden in der Rechtsquellenlehre diejenigen Rechtssätze bezeichnet, die unabhängig von den parlamentarischen Gesetzgebungsorganen von Organen der mittelbaren Staatsverwaltung erlassen werden.
Das sind die vom Staat unabhängigen, mit dem Recht der Selbstverwaltung ausgestatteten  Körperschaften, Anstalten und Stiftungen des öffentlichen Rechts. Selbstverwaltungskörperschaften wie beispielsweise die Gemeinden genießen das Recht, ihre Angelegenheiten im Rahmen der Gesetze eigenverantwortlich zu regeln (Art. 28 Abs. 2 GG).
Die Organe der Selbstverwaltungsträger, etwa ein Gemeinderat, verfügen über eine eigenständige demokratische Legitimation durch Wahl.
Da das autonome Recht nicht von der Legislative gesetzt wird, handelt es sich um Gesetze im materiellen Sinn. Es muss mit den förmlichen Gesetzen vereinbar sein und geht diesen im Rang nach.
Nach dem Prinzip vom Vorbehalt des Gesetzes und der vom Bundesverfassungsgericht entwickelten Wesentlichkeitstheorie muss in einer parlamentarischen Demokratie jedoch der Parlamentsgesetzgeber die wesentlichen grundrechtsbeschränkenden Regelungen selber treffen und darf sie nicht an Organe außerhalb der unmittelbaren Staatsverwaltung delegieren.